# Раухайзен, Михаэль
Михаэ́ль Ра́ухайзен (Michael Raucheisen) (10.2.1889, Райн, Бавария – 27.5.1984, Беатенберг, Швейцария) — немецкий пианист, один из самых востребованных аккомпаниаторов в Германии в середине XX века.

## Очерк биографии и творчества
Отец Михаэля, профессиональный педагог, учил сына игре на нескольких музыкальных инструментах — флейте, скрипке, фортепиано, контрабасе и тромбоне. В 1912 г. Михаэль окончил Музыкальную академию в Мюнхене как пианист (класс Х. Бусмайера), органист (класс Л. Ф. Малера), композитор и дирижёр (класс Ф. Мотля). Играл на скрипке в оркестре Баварской оперы. В 1920–1958 годах жил в Берлине. 
В 1919–1931 годах гастролировал как пианист в Европе, Азии и Америке с Фрицем Крейслером. До Второй мировой войны и во время неё выступал в ансамбле с выдающимися певцами (главным образом немецкими), среди которых: П. Андерс, Э. Бергер, Э. Зак, Т. Лемниц, Ф. Ляйдер, Э. Ляйснер, C. Онегин, А. Раутаваара, Х. Росвенге, Л. Слезак, Х. Хоттер, Э. Шварцкопф, Г. Шлюснус, К. Шмитт-Вальтер. В 1933 году женился на певице Марии Ифогюн. В 1936 году приказом А. Гитлера Раухайзену было присвоено звание профессора.
В 1940 году возглавил на Имперском радио (Reichsrundfunk) Отделение камерной музыки и песни, выступал в прямом эфире, в том числе пропагандировал редкий репертуар (например, песни Э. Грига в переводах на немецкий язык). В 1942–1944 гг. участник Трио мастеров (Meistertrio), организованного вместе со скрипачом В. Пршигодой и виолончелистом П. Грюммером. В августе 1944 года был включён как «важнейший» артист в Gottbegnadeten-Liste, благодаря чему избежал службы в вооружённых силах. После 1945 года — аккомпаниатор Д. Фишера-Дискау.
Сохранились многие аудиозаписи, на лейбле Documents издано собрание Раухайзена на 66 CD «Der Mann am Klavier» (2005).